# Михайловский Завод (посёлок)
Миха́йловский Заво́д — посёлок в Нижнесергинском районе Свердловской области. Входит в состав Михайловского городского поселения.

## География
Через посёлок протекает река Щипанов Ключ. Ближайшие населённые пункты: село Аракаево и город Михайловск.

## Население
| 2002 | 2010 | 2021 |
| ---- | ---- | ---- |
| 620  | ↘565 | ↘509 |

По данным Всероссийской переписи, в 2010 году численность населения посёлка составляла 565 человек (270 мужчин и 295 женщин).

## Улицы
Уличная сеть посёлка состоит из 6 улиц.

## Транспорт
В посёлке расположена одноимённая железнодорожная станция линии Чусовская — Дружинино — Бердяуш — Бакал. Пассажирское сообщение полностью отсутствует на всём направлении с 1994. Пригородное сообщение сохраняется в направлении на Дружинино (1 пара поездов исключительно по выходным дням и только в летнее время). В направлении Нязепетровская — Бердяуш отсутствует с 2012.
Существует постоянное автобусное сообщение с Михайловском (несколько рейсов в день)